# ジミー、野を駆ける伝説
『ジミー、野を駆ける伝説』（ジミー のをかけるでんせつ、Jimmy's Hall）は、2014年のイギリス・アイルランド・フランスの伝記映画。1930年代のアイルランドを舞台に、実在の活動家ジミー・グラルトンを描いたドラマ映画。

## ストーリー
1932年、国を分断した悲劇的な内戦が終結してから10年後のアイルランド。アメリカで暮らしていた元活動家のジミー・グラルトン（バリー・ウォード）が、10年ぶりに祖国の地を踏み、リートリム県の故郷に帰って来た。かつて地域のリーダーとして絶大な信頼を集めたジミーは、気心の知れた仲間たちに歓待され、昔の恋人ウーナ（シモーヌ・カービー）とも再会を果たす。ジミーの望みは、年老いた母親アリス（アイリーン・ヘンリー）の面倒を見ながら穏やかに生活すること。
しかし、村の若者たちの訴えに衝き動かされ、内にくすぶる情熱を再燃させたジミーはホールの再開を決意し、仲間たちも協力を申し出る。かつてジミー自身が建設したそのホールは、人々が芸術やスポーツを学びながら人生を語らい、歌とダンスに熱中したかけがえのない場所だったのだ。やがてジミーの決断が、図らずもそれを快く思わない勢力との諍いを招いてしまう。

## キャスト
- ジミー・グラルトン（英語版）：バリー・ウォード（英語版）
- モシー：フランシス・マギー
- アリス：アイリーン・ヘンリー
- ウーナ：シモーヌ・カービー
- ステラ：ステラ・マクガール
- モリー：ソーチャ・フォックス
- デジー：マーティン・ルーシー
- トミー：マイケル・マーフィ
- フィン：シェーン・オブライエン
- テス：デニース・ガフ
- シェリダン神父：ジム・ノートン
- マリー・オキーフ：アシュリン・フランシオーシ
- ジャーナリスト：ショーン・T・オーマリー
- ショーン：カール・ギアリー
- デニス・オキーフ：ブライアン・F・オバーン
- ドハティ：コナー・マクダーモットロー
- ルアリ：シーマス・ヒューズ
- シーマス神父：アンドリュー・スコット
- フィンタン：マイケル・シェリダン
- オキーフ夫人：レベッカ・オマラ
- モシーの妻：ダイアン・パークス
- ガード：シェーン・カレン

## スタッフ
- 監督：ケン・ローチ
- 製作：レベッカ・オブライエン
- 脚本：ポール・ラヴァティ
- 製作総指揮：パスカル・コシュトゥー、グレゴワール・ソーラ、ヴァンサン・マラヴァル、アンドリュー・ロウ、エド・ギニー
- 美術監督：ファーガス・クレッグ
- 撮影監督：ロビー・ライアン
- 録音：レイ・ベケット
- 衣裳デザイン：イマー・ニー・ヴァルドニー
- 編集：ジョナサン・モリス
- 音楽：ジョージ・フェントン